# Hrabstwo Portage (Ohio)

Położenie hrabstwa w Ohio

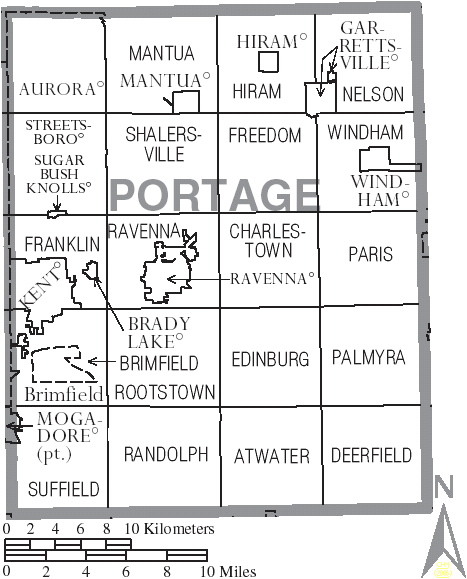

Hrabstwo Portage leży w amerykańskim stanie Ohio. Powierzchnia – 1313 km², ludność – 152 061 osób. Stolicą hrabstwa jest Ravenna.

## Miasta
- Aurora
- Kent
- Ravenna
- Streetsboro

## Wioski
- Brady Lake
- Garrettsville
- Hiram
- Mantua
- Mogadore
- Sugar Bush Knolls
- Windham

## CDP
- Atwater
- Brimfield